# Beeragonahalli, Kunigal
Beeragonahalli là một làng thuộc tehsil Kunigal, huyện Tumkur, bang Karnataka, Ấn Độ.